# 169 a.C.
Il 169 a.C. (CLXIX a.C. in numeri romani) è un anno  del II secolo a.C.

## Eventi
- seconda colonizzazione di Aquileia

## Morti
- Quinto Ennio, poeta, drammaturgo e scrittore romano (n. 239 a.C.)
- Jia Yi, poeta e scrittore cinese